# Wie Titanic einmal die Fußball-WM 2006 nach Deutschland holte
Wie Titanic einmal die Fußball-WM 2006 nach Deutschland holte ist der Titel einer Ausstellung der Caricatura-Abteilung des Historischen Museums in Frankfurt am Main aus dem Jahr 2006. Sie dokumentiert in Wort und Bild eine Aktion des Satiremagazins Titanic am Vorabend der Vergabe der Fußball-Weltmeisterschaft 2006.

## Hintergründe
Am Abend des 5. Juli 2000, dem Tag vor der Wahl des ausrichtenden Verbandes durch die Mitglieder des FIFA-Exekutivkomitees, sandte der damalige Titanic-Chefredakteur Martin Sonneborn nacheinander zwei Faxe an das Grand Hotel Dolder in Zürich, in dem die Tagungsteilnehmer abgestiegen waren. Er bat die Rezeptionistin, die „hochwichtige Nachricht“ den Komiteemitgliedern Chung Mong-joon (Südkorea), Jack Warner (Trinidad und Tobago), Ricardo Teixeira (Brasilien), Abdullah Al-Dabal (Saudi-Arabien), Ismail Bhamjee (Botswana), Charles Dempsey (Neuseeland) und Chuck Blazer (USA) zukommen zu lassen. Die Hotelangestellte steckte die Faxe in Umschläge und schob diese umgehend unter den Zimmertüren durch. Die Rezeptionistin war von allein auf die Idee mit den Umschlägen gekommen und sorgte damit, wie Sonneborn später in seinem Buch schrieb, „für den letzten Schliff, der der Aktion endgültig Authentizität verlieh“.
In dem Schreiben wurde den sieben Männern auf Englisch ein kleines Geschenk für den Fall angeboten, dass sie ihre Stimme der Bewerbung Deutschlands gäben. Konkret wurde ihnen ein Präsentkorb mit echtem Schwarzwälder Schinken und eine Kuckucksuhr angeboten. Hier die relevante Passage des Originalschreibens:

“[…] in this difficult situation, Germany would like to emphasize the urgency of its appeal to hold the World Cup 2006 in Germany. Let me come straight to the point: In appreciation of your support we would like to offer you a small gift for your vote in favour of Germany: A fine basket with specialities from the black forest, including some really good sausages, ham and – hold on to your seat – a wonderful KuKuClock! And a beer mug, too! Do we leave you any choice???
 We trust in the wisdom of your decision tomorrow, sincerely yours
 Martin Sonneborn Secretary TDES (WM 2006 initiative)”

Die Satire-Aktion war, wie sich im Nachhinein herausstellte, möglicherweise ein Glücksfall für die deutsche Kandidatur. Der neuseeländische FIFA-Delegierte Dempsey, der mit dem Auftrag der Oceania Football Confederation, für Südafrika zu stimmen, nach Zürich gereist war, fühlte sich aus verschiedenen Gründen unter Druck gesetzt und enthielt sich bei der Wahl der Stimme. Was genau Dempsey zur Stimmenthaltung bewog, ist umstritten. In einem der wenigen Interviews danach sprach er von „Druck durch einflussreiche europäische Interessensgruppen“, als Hauptgrund gab er an: „Den Hauptausschlag für meine Entscheidung gab, dass im Kreis meiner Kollegen getuschelt wurde, ich würde Geld von der Delegation Südafrikas nehmen. Dem wollte ich mit der Enthaltung entgegentreten.“ Das FIFA-Exekutivkomitee entschied sich schließlich mit 12:11 Stimmen für die Bewerbung Deutschlands. Bei einem Stimmenpatt hätte das Votum des FIFA-Präsidenten Sepp Blatter, dessen Sympathie für Südafrika bekannt war, doppelt gezählt.
Allerdings betonte Dempsey, er habe sich auf den Rat des UEFA-Präsidenten Johansson hin entschieden, nach dem Ausscheiden Englands aus dem Bewerbungsrennen keinem anderen Bewerber seine Stimme zu geben. Die von Titanic ins Feld geführte und live auf CNN getätigte Äußerung „This final fax broke my neck“ hat er niemals wiederholt.
Nach Bekanntwerden der Aktion und Befürchtungen der Anfechtbarkeit des Abstimmungsergebnisses reagierte der Deutsche Fußball-Bund scharf und drohte dem Magazin mit einer Schadenersatzforderung von 600 Millionen D-Mark. Sonneborn gab daraufhin eine Unterlassungserklärung ab, zeit seines Lebens nicht mehr Einfluss auf FIFA- und UEFA-Delegierte zu nehmen, da lt. Sonneborn „600 Millionen Mark das Jahresgehalt eines TITANIC-Redakteurs übersteigen“ würden. Die Bild-Zeitung erschien daraufhin mit der Schlagzeile „Böses Spiel gegen Franz“ (gemeint war der damalige Präsident des deutschen WM-Organisationskomitees Franz Beckenbauer) und rief ihre Leser dazu auf, der Titanic-Redaktion, deren Telefonnummer mitveröffentlicht wurde, die Meinung zu sagen. Mitschnitte dieser Anrufe, in denen die Redakteure als „Vaterlandsverräter“ und „Nestbeschmutzer“, die „in einem Rechtsstaat ins KZ“ gehörten, beschimpft wurden, veröffentlichte die Titanic später auf der CD Bild-Leser beschimpfen Titanic-Redakteure.

## Im Film
Martin Sonneborns Buch diente Regisseur Nico Raschick 2010 als Grundlage für seine Kurzfilm-Komödie „The Final Fax“ für die Filmakademie Baden-Württemberg, mit Jan Dose als Martin Sonneborn und Frank Leo Schröder als Franz Beckenbauer.